# Jerzy Jankowski (1939–2011)
Jerzy Jankowski (ur. 1939, zm. 31 stycznia 2011) – polski fizyk, profesor nauk fizycznych.

## Życiorys
W 1964 r. ukończył studia na Uniwersytecie Łódzkim. W 1989 r. uzyskał tytuł profesora nauk fizycznych. Pracował w Instytucie Medycyny Pracy im. prof. dr. med. Jerzego Nofera, w Wojskowej Akademii Medycznej im. gen. dyw. Bolesława Szareckiego i na Uniwersytecie Łódzkim.
Był członkiem zarządu Kasy im. Józefa Mianowskiego - Fundacji Popierania Nauki.